# Voetbalkampioenschap van Harz 1915/16
In 1915/16 werd het achtste voetbalkampioenschap van Harz gespeeld, dat georganiseerd werd door de Midden-Duitse voetbalbond. 
FC Germania Halberstadt werd kampioen. Om een onbekende reden nam de club niet deel aan de Midden-Duitse eindronde.

## 1. Klasse
| Plaats | Club                          | Wed. | W | G | V | Saldo | Ptn.  |
| ------ | ----------------------------- | ---- | - | - | - | ----- | ----- |
| 1.     | FC Germania 1900 Halberstadt  | 10   |   |   |   |       | 14:06 |
| 2.     | FC Teutonia 1913 Aschersleben | 10   |   |   |   |       | 12:08 |
| 3.     | FC Askania Aschersleben       | 10   |   |   |   |       | 12:08 |
| 4.     | FC Viktoria 1911 Thale        | 10   |   |   |   |       | 11:09 |
| 5.     | Thaler FC 1904                | 10   |   |   |   |       | 09:11 |
| 6.     | FC Viktoria 1910 Wernigerode  | 10   |   |   |   |       | 01:19 |

|  | Kampioen |